# Haubern
Haubern ist eine Ortschaft im nordhessischen Landkreis Waldeck-Frankenberg und heute ein Stadtteil von Frankenberg (Eder).

## Geographische Lage
Haubern liegt nordöstlich des Knebelsrod, der höchsten Erhebung des Burgwaldes, etwa 7 km (Luftlinie) östlich der an der Eder gelegenen Frankenberger Kernstadt. Durch das Dorf fließt der Oberlauf des Eder-Zuflusses Lengelbach. Im Osten wird Haubern durch den Heckwald und den Bingeberg begrenzt, im Norden und Westen schließen sich die Gemarkungen von Dainrode und Dörnholzhausen an. Die Gemarkung ist etwa 502 ha groß und besitzt eine Grenzlänge von 10,7 km. Die höchste Gemarkungstelle liegt auf dem Haubernschen Berg (425,7 m ü. NHN).

## Geschichte

### Übersicht
Die älteste bekannte schriftliche Erwähnung von Haubern erfolgte im Jahr 1201 unter dem Namen Howerle in einer Urkunde des Klosters Haina.
Die Entstehung wird laut einer Sage drei Bergleuten (Hauer) zugeschrieben, die ostwärts des Ortes nach goldhaltigen Erzen gegraben haben sollen. Darauf lässt sich durch einen alten, im Volk bekannten Spruch schließen:
Zu Haubern in der Bingen
da ist noch Gold zu finden.
Wer es aber gern will haben,
muss es tief aus dem Wasser heraus graben.

### Hessische Gebietsreform
Am 31. Dezember 1970 wurde die bis dahin selbständige Gemeinde Haubern im Zuge der Gebietsreform in Hessen in die Stadt Frankenberg (Eder) (damalige Schreibweise Frankenberg-Eder) auf freiwilliger Basis eingegliedert.
Für den Haubern wurde, wie für die übrigen Stadtteile, ein Ortsbezirk mit Ortsbeirat und Ortsvorsteher nach der Hessischen Gemeindeordnung eingerichtet.

### Bevölkerung
Einwohnerstruktur 2011
Nach den Erhebungen des Zensus 2011 lebten am Stichtag dem 9. Mai 2011 in Haubern 522 Einwohner. Darunter waren 3 (0,6 %) Ausländer. Nach dem Lebensalter waren 90 Einwohner unter 18 Jahren, 213 zwischen 18 und 49, 192 zwischen 50 und 64 und 177 Einwohner waren älter. Die Einwohner lebten in 207 Haushalten. Davon waren 51 Singlehaushalte, 60 Paare ohne Kinder und 75 Paare mit Kindern, sowie 18 Alleinerziehende und 3 Wohngemeinschaften. In 42 Haushalten lebten ausschließlich Senioren und in 129 Haushaltungen lebten keine Senioren.
Einwohnerentwicklung 
- 1577: 36 Hausgesesse[1]
- 1747: 24 Haushaltungen[1]

| Haubern: Einwohnerzahlen von 1834 bis 2016 | Haubern: Einwohnerzahlen von 1834 bis 2016 | Haubern: Einwohnerzahlen von 1834 bis 2016 | Haubern: Einwohnerzahlen von 1834 bis 2016 | Haubern: Einwohnerzahlen von 1834 bis 2016 |
| --- | ------------------------------------------ | ------------------------------------------ | ------------------------------------------ | ------------------------------------------ |
| Jahr |                                            |                                            |                                            | Einwohner                                  |
| 1834 | 1834                                       |                                            | 358                                        | 358                                        |
| 1840 | 1840                                       |                                            | 382                                        | 382                                        |
| 1846 | 1846                                       |                                            | 395                                        | 395                                        |
| 1852 | 1852                                       |                                            | 407                                        | 407                                        |
| 1858 | 1858                                       |                                            | 371                                        | 371                                        |
| 1864 | 1864                                       |                                            | 362                                        | 362                                        |
| 1871 | 1871                                       |                                            | 364                                        | 364                                        |
| 1875 | 1875                                       |                                            | 358                                        | 358                                        |
| 1885 | 1885                                       |                                            | 353                                        | 353                                        |
| 1895 | 1895                                       |                                            | 355                                        | 355                                        |
| 1905 | 1905                                       |                                            | 398                                        | 398                                        |
| 1910 | 1910                                       |                                            | 428                                        | 428                                        |
| 1925 | 1925                                       |                                            | 445                                        | 445                                        |
| 1939 | 1939                                       |                                            | 474                                        | 474                                        |
| 1946 | 1946                                       |                                            | 658                                        | 658                                        |
| 1950 | 1950                                       |                                            | 625                                        | 625                                        |
| 1956 | 1956                                       |                                            | 558                                        | 558                                        |
| 1961 | 1961                                       |                                            | 544                                        | 544                                        |
| 1967 | 1967                                       |                                            | 565                                        | 565                                        |
| 1980 | 1980                                       |                                            | ?                                          | ?                                          |
| 1991 | 1991                                       |                                            | 532                                        | 532                                        |
| 2005 | 2005                                       |                                            | 549                                        | 549                                        |
| 2011 | 2011                                       |                                            | 522                                        | 522                                        |
| 2016 | 2016                                       |                                            | 543                                        | 543                                        |
| Datenquelle: Historisches Gemeindeverzeichnis für Hessen: Die Bevölkerung der Gemeinden 1834 bis 1967. Wiesbaden: Hessisches Statistisches Landesamt, 1968. Weitere Quellen: ; Stadt Frankenberg (Eder):; Zensus 2011 |                                            |                                            |                                            |                                            |

Konfessionsstatistik
| • 1895: | 352 evangelische (= 99,72 %), kein katholischer, ein anderes christliche-konfessioneller (= 0,28 %) Einwohner |
| • 1961: | 496 evangelische (= 91,18 %), 46 katholische (= 8,46 %) Einwohner                                             |

## Kultur und Sehenswürdigkeiten

### Naturdenkmal
Zu den Sehenswürdigkeiten in Haubern zählen vor allem die dicken Buchen. Der größte Baum hat ein Alter von über 180 Jahren, einen Umfang von 5,20 m, einen Durchmesser von ca. 1,65 m, eine Höhe von ca. 28 m sowie einen Kronendurchmesser von 28 m.

### Regelmäßige  Veranstaltungen
Jedes Jahr findet in Haubern am ersten Wochenende im November die sogenannte Schepperlingskirmes statt. Eine Woche zuvor wird von den Landfrauen Hauberns das „Schepperlingsessen“ veranstaltet. Schepperlinge sind Ofenplätzchen und eine kulinarische Spezialität der Hauberner. Sie bestehen aus Kartoffeln, Eiern, Mehl sowie Salz und werden auf großen gusseisernen Pfannen gebacken.

### Vereine
Haubern hat ein sehr aktives Vereinsleben. Zu den sehr erfolgreichen Vereinen gehört unter anderem die Landjugend Haubern. Außerdem gibt es dort die Freiwillige Feuerwehr, die Jugendfeuerwehr, einen Landfrauenverein, den TSV Haubern und mehrere Gesangsvereine.